# Волхонка (усадьба)
Волхонка — усадьба, расположенная в городе Ногинске в Московской области, на берегу реки Клязьмы. Построена в XVII веке московским боярином Волконским. В настоящее время является объектом культурного наследия регионального значения.

## История
В XVII веке московский боярин князь Алексей Микитьевич Волконский выбрал место на берегу реки Клязьмы в Подмосковном городе Ногинске (Богородске) для постройки летней усадьбы. Семья Волконских владела усадьбой более 150 лет. Последним хозяином усадьбы из боярского рода был князь и будущий генерал-фельдмаршал Пётр Михайлович (до 1852 года), однако на рубеже XIX—XX веков владелицей поместья являлась дворянка М. К. Андросова.
После Революции 1917 года она была передана Богородскому Университету «Труд и Наука». Вскоре Усадьба и прилегающая территория были превращены в дендропарк, однако в послевоенные годы стала приходить в запустение. В 2019 году дендрарий и парк «Волхонка» были восстановлены усилиями активистов и волонтеров, однако сама усадьба и её аллеи остаются руинами.